# حقي توفيق المفتي

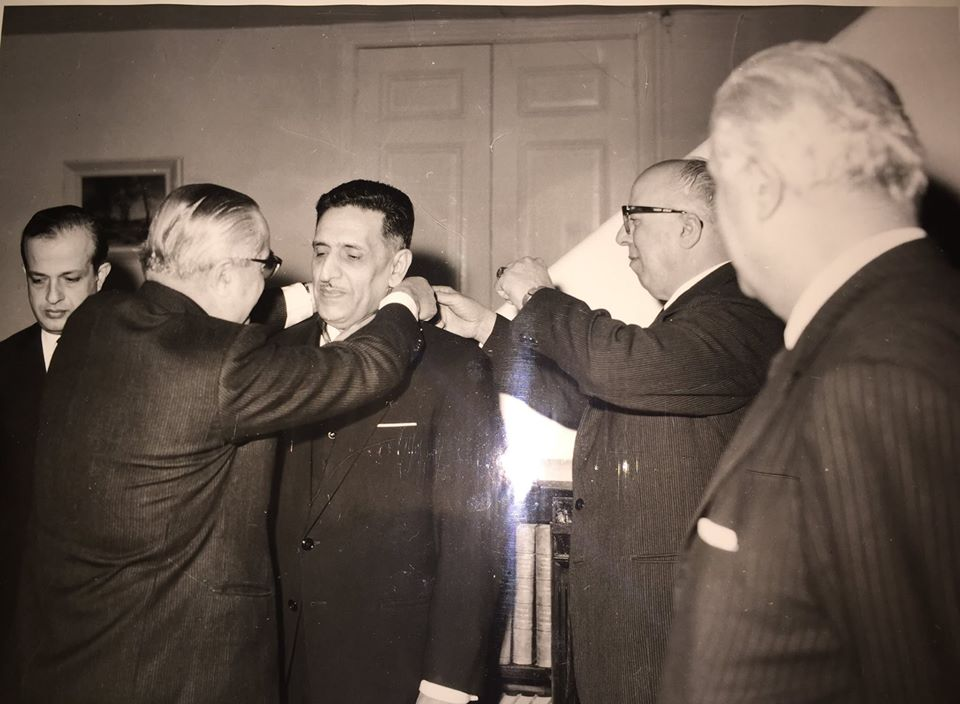
الرئيس اللبناني شارل الحلو يقلد حقي المفتي القائم بالأعمال العراقي في لبنان وسام الأرز من الدرجة الثانية عام 1968

حقي المفتي وهو عسكري، وحقوقي ودبلوماسي ووزير مفوض عراقي (1330 - 1424 ه‍ـ / 1912 - 2004 م) شارك في حركة رشيد عالي الكيلاني عام 1941.

## الولادة والنشأة
ولد حقي المفتي في عام 1330هـ/1912م، في عنة بمحافظة الأنبار غرب العراق، وهو ابن الاستاذ الفراتي توفيق بن أحمد عارف ابن الملا قاسم المفتي بن الشيخ محمد المفتي بن عبد الله آل عريم العاني.
ولقد انتقلت عائلته إلى بغداد نهاية عقد العشرينيات ودرس الدراسة الابتدائية والثانوية في بغداد، ثم التحق بالكلية العسكرية وتخرج منها في عام 1936م، وعين ضابطا في الجيش العراقي برتبة ملازم ثاني.

## ثورة رشيد عالي الكيلاني
كان من أهم أعماله اشتراكه في ثورة مايس التي اندلعت ضد التواجد البريطاني في العراق، وهي تعرف بثورة رشيد عالي الكيلاني والتي بدأت في شهر شباط 1941 وانتهت في 2 مايس 1941، ولكنه بعد فشل الثورة اعتقل وسجن لمدة عام وأحيل على التقاعد برتبة ملازم أول.

## الوظائف والمناصب

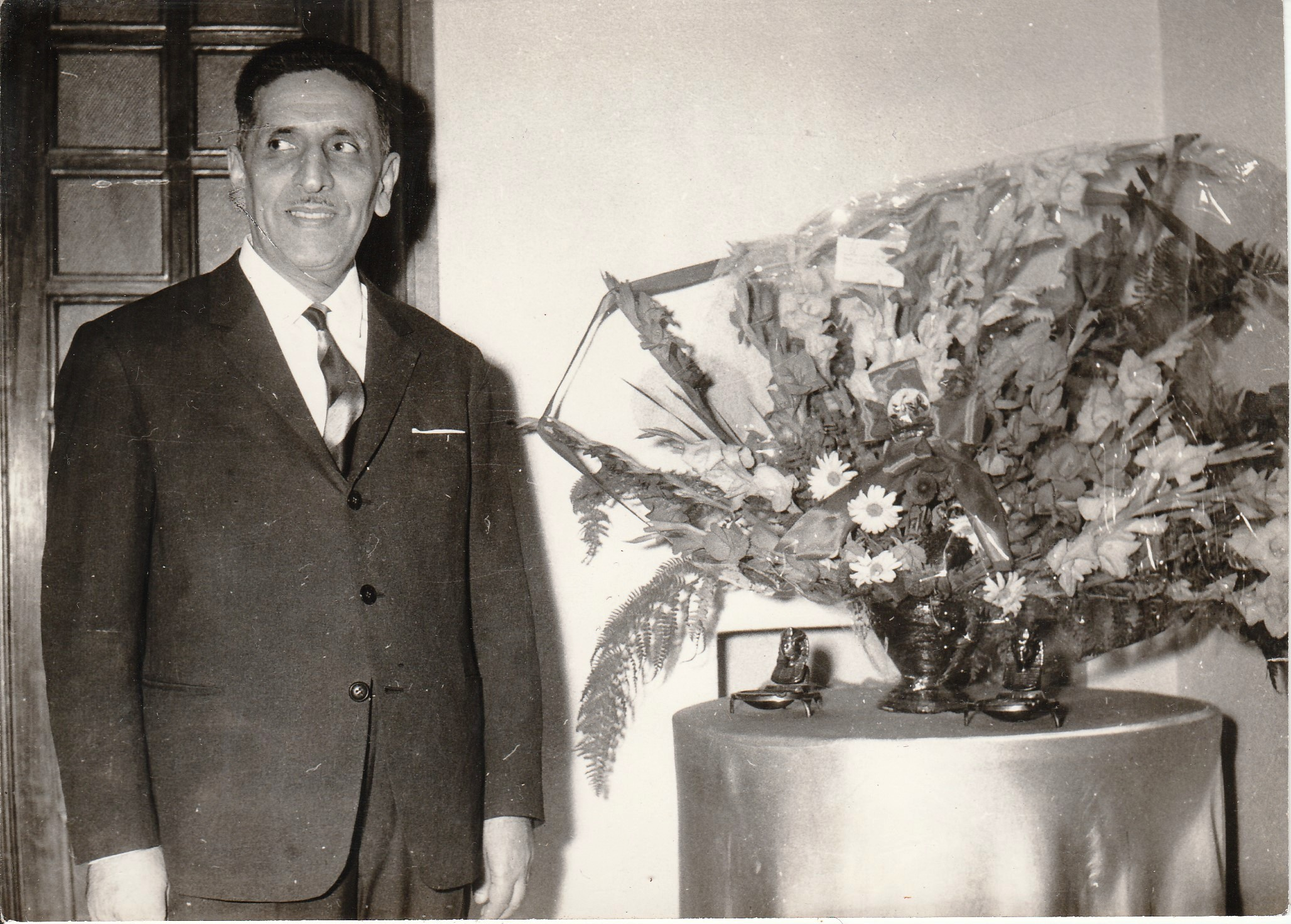
حقي المفتي في حفلة بمناسبة أعياد ثورة تموز في مقر القائم بالأعمال في السفارة العراقية بدمشق بتاريخ 14 تموز 1966م

عين حقي المفتي في عدة مناصب بعد تخرجه من الكلية العسكرية ومنها ضابط خيال في عدة وحدات عسكرية وبعدها شغل منصب آمر لسرية الخيالة ثم اعتقل وسجن بعد اشتراكه في ثورة مايس 1941 وأحيل على التقاعد، وبعد خروجه من السجن التحق للدراسة في كلية الحقوق في جامعة بغداد، وتخرج منها عام 1949م، وعمل بعد تخرجه في السلك الدبلوماسي بعدة دول منها سوريا والنمسا ولبنان والسعودية، وبعدها أحيل على التقاعد بدرجة وزير مفوض في عام 1970م، ثم مارس مهنة المحاماة حتى وفاته.
ويذكر دوره في العمل الدبلوماسي في دمشق عام 1966م، وأثر ذلك في العلاقات العراقية السورية.

## تكريمه
في عام 1968 نال وسام الأرز من الرئيس اللبناني شارل الحلو.

## من عائلته
- أخوه الدكتور قاسم بن توفيق المفتي، (1924 -2002م)، وهو طبيب وباحث علمي متخصص في مرض التدرن الرئوي.[4]

## وفاته
توفي في بغداد سنة 1424هـ/2004م، عن عمر ناهز 92 عاما ودفن في مقبرة الخيزران في الأعظمية.